# A Plague Tale: Innocence
A Plague Tale: Innocence (en français, Un conte de peste : innocence) est un jeu vidéo d'action-aventure et d'infiltration édité par Focus Home Interactive et développé par Asobo Studio, sorti le 14 mai 2019 sur Windows, PlayStation 4 et Xbox One puis le 6 juillet 2021 sur PlayStation 5, Xbox Series et Nintendo Switch.
Le jeu propose une immersion dans la Guyenne (France) du XIVe siècle, en  1348, alors que la guerre de Cent Ans et la peste noire ravagent la population. Le joueur incarne Amicia, une adolescente de famille noble soudainement coupée de ses racines et chargée de protéger son frère cadet, un enfant maladif et coupé du monde nommé Hugo, des griffes de l'Inquisition. L'intrigue du jeu invite à suivre les deux enfants tandis qu'ils se cachent de leurs poursuivants et apprennent à se connaître et à survivre seuls.
Très bien accueilli par la presse, les critiques louent le scénario, la durée de vie solide et les décors, notamment pour l'usage de la lumière naturelle. Les principaux points négatifs sont dirigés vers quelques animations, ainsi que certaines séquences considérées comme trop dirigistes.
Le 13 juin 2021, une suite est annoncée au nom de A Plague Tale: Requiem lors de la conférence Xbox de l'E3. Celle-ci sort en octobre 2022.
Le 17 juin 2021, le réalisateur français Mathieu Turi a annoncé qu'il réalise l'adaptation du jeu en série télévisée.

## Trame

### Univers

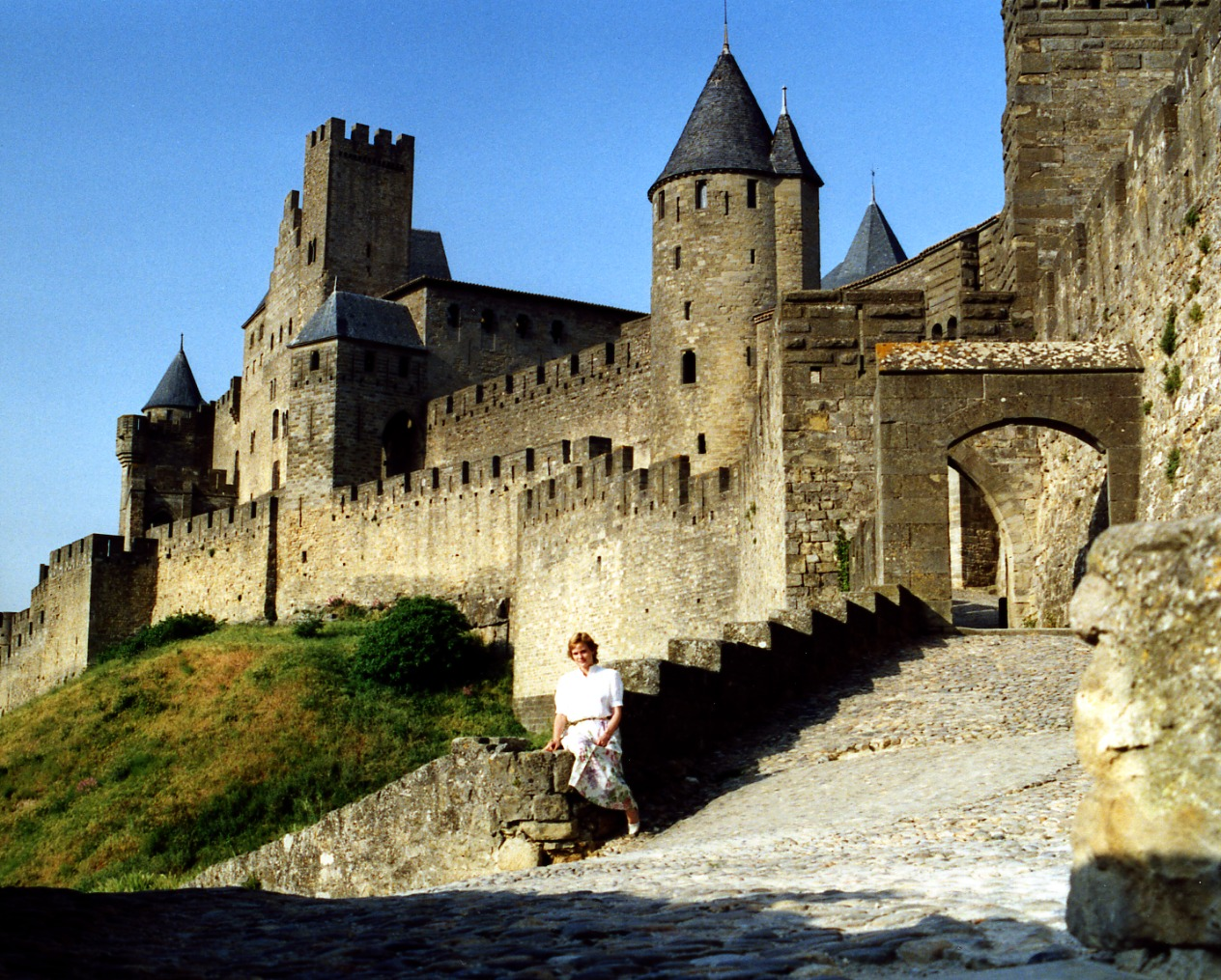
La porte d'Aude de Carcassonne sert d'inspiration pour la scène d'arrivée nocturne dans la ville anonyme.

L'histoire se déroule en l'an 1348, dans l'ancienne province de Guyenne située en France. Le pays est ravagé par la Guerre de Cent Ans (1337-1453), conflit opposant le royaume d'Angleterre et celui de France, ainsi que par le début de la Peste noire et la fin de l'Inquisition médiévale.

### Personnages
Le joueur incarne Amicia de Rune (Charlotte McBurney), une adolescente âgée de 15 ans, accompagnée de son frère cadet, Hugo (Logan Hannan), âgé de 5 ans, tous deux livrés à eux-mêmes. Bien qu'étant du même sang, les deux enfants se connaissent peu puisque Amicia a été élevée par son père, Robert de Rune (Alec Newman), chevalier au service du roi de France, qui lui a appris à chasser, tandis qu'Hugo, atteint d'une mystérieuse maladie du sang, est gardé par sa mère Béatrice de Rune (Katherine Pageon) dans sa chambre.
Ils vont devoir survivre et ne compter que sur eux-mêmes alors qu'ils sont poursuivis par le seigneur Nicholas (Mark Healy), haut membre de l'Inquisition qui tente de capturer Hugo pour le livrer au Grand Inquisiteur, Vitalis Bénévent (Stéphane Cornicard).
Durant leur périple, ils rencontrent plusieurs alliés : Lucas (Edan Hayhurst), l'apprenti de l'alchimiste Laurentius (Mark Healy), le jeune forgeron Rodric	(Max Raphael) ainsi que Melie (Tabitha Rubens) et Arthur (David Knight), frère et sœur, ils sont également des voleurs.

### Synopsis
L'histoire est découpée en 17 chapitres.

#### L'héritage des De Rune
En novembre 1348 en Aquitaine, Amicia de Rune se promène dans la forêt avec son père Robert et leur chien Lion. Robert tente de renouer avec sa fille qu'il a négligée, lui proposant de relever le « Défi du chevalier » à la fronde. Leur chasse d'un sanglier blessé les mène dans une zone sombre où Lion est mystérieusement tué par une entité invisible dans les ténèbres. De retour au domaine, l'Inquisition dirigée par Nicholas envahit la propriété, exécute Robert et recherche Hugo, le jeune frère malade d'Amicia. Béatrice aide ses enfants à fuir, mais elle est tuée par un chevalier alors qu'ils s'échappent. Amicia et Hugo fuient dans la forêt, poursuivis par les soldats jusqu'à ce qu'une présence mystérieuse les fasse battre en retraite.

#### Les étrangers
Amicia et Hugo s'échouent près d'un village ravagé par la peste. Ils découvrent une population terrorisée qui se terre dans les maisons marquées de croix blanches. Conrad Malfort mène une milice qui brûle vif les supposés porteurs de peste et prend les enfants en chasse. Clervie, une vieille femme, leur offre refuge et aide Amicia à améliorer sa fronde. Quand Hugo apprend la mort de sa mère, il s'enfuit et est capturé par Conrad. Amicia doit affronter le milicien en armure, parvenant à le tuer d'un coup à la tête après avoir retiré sa protection. Poursuivis par la foule en colère, les enfants trouvent refuge dans l'église du village.

#### Châtiment
Dans le monastère, Amicia est rongée par la culpabilité d'avoir tué Conrad. Le père Thomas les guide vers un tunnel souterrain, la Crypte des Trois Saints, pour les faire sortir discrètement. Il insiste pour qu'ils gardent toujours une torche allumée. Dans les souterrains, Hugo est pris d'un violent mal de tête et les bougies s'éteignent mystérieusement. Une nuée de rats affamés envahit aussitôt le passage, dévorant Thomas instantanément. Les enfants découvrent que les rats évitent la lumière et progressent en utilisant leur torche. Ils trouvent des nids de rats visqueux et le cadavre du frère Morel. En s'échappant vers la lumière du jour, Amicia réconforte Hugo qui réalise enfin la mort de leur mère.

#### L'apprenti
Traversant la campagne au coucher du soleil, Amicia et Hugo suivent les traces de l'Inquisition vers la ferme de Laurentius, le médecin qui pourrait les aider. Hugo souffre d'une nouvelle crise violente, et Amicia doit le porter. Ils évitent un piège de l'Inquisition dans une clairière jonchée de cadavres de cochons qui attire les rats. À la ferme, ils rencontrent Lucas, l'apprenti, et Laurentius, mourant de la Morsure. Le médecin révèle qu'Hugo porte la Prima Macula, un mal ancestral de la lignée de Rune aggravé par la « Brisure ». Il confie Hugo à la protection d'Amicia et les envoie au Château d'Ombrage. Lucas crée l'Ignifer, un projectile lumineux pour repousser les rats, mais une explosion détruit la ferme et tue Laurentius. Les trois s'échappent en bateau sur la rivière.

#### Le butin des corbeaux
Naviguant vers un aqueduc romain menant au Château d'Ombrage, le trio traverse un champ de bataille jonché de cadavres de soldats français et anglais. Hugo joue brièvement avec des grenouilles avant de traverser cette zone macabre où les rats se nourrissent des morts. Des soldats anglais patrouillent avec des lanternes qu'Amicia peut détruire à la fronde. Hugo subit un nouveau malaise lié à sa condition. Ils rencontrent deux jeunes voleurs, Mélie et Arthur, qui créent une diversion face aux soldats. Cependant, Hugo est capturé tandis qu'Amicia est assommée, les laissant séparés et inconscients.

#### Marchandise endommagée
Amicia se réveille emprisonnée dans le camp anglais. Un commandant reconnaît leur noblesse grâce aux pendentifs de Rune et décide de les garder vivants pour la rançon. Mélie et Arthur viennent libérer Amicia, qui doit progresser furtivement sans sa fronde. Arthur, perché sur un trébuchet, fait tomber des objets pour distraire les gardes. Amicia récupère sa fronde et libère Hugo de sa cage. Le Seigneur Nicholas arrive pour récupérer sa « rançon », mais Arthur provoque une explosion qui permet aux enfants de s'échapper par une trappe d'évacuation des cadavres. Arthur reste derrière pour couvrir leur fuite.

#### Le chemin qui nous attend
Dans la forêt au coucher du soleil, Amicia, Hugo et Mélie apprennent que Lucas les attend près du Château d'Ombrage. Mélie les guide à travers un ancien moulin et les ruines d'un village qu'elle dit maudit. Hugo subit une crise sévère et Amicia doit le porter. Mélie leur révèle qu'elle et Arthur sont orphelins fuyant un père violent. Des soldats de l'Inquisition fouillent le village, les forçant à fuir. Mélie enseigne à Amicia l'usage du Devorantis, un mélange corrosif qui force les ennemis casqués à retirer leur protection. Ils sauvent Lucas d'un interrogatoire et découvrent la Luminosa, une munition explosive lumineuse. Traversant une caverne souterraine avec un lac, ils atteignent finalement le Château d'Ombrage où ils peuvent enfin se reposer.

#### Chez nous
Le groupe explore et aménage le Château d'Ombrage, découvrant des pièges à rats et des installations laissées par des alchimistes. Hugo installe le pendentif de Béatrice en mémoire de leur mère. Hugo souffre d'une nouvelle crise de Prima Macula, mais Amicia le réconforte, renforçant leur lien. Lucas leur montre son stock de Luminosa en enflammant une pour démontrer son efficacité. Ils découvrent d'étranges symboles gravés dans la pierre de la cour. Le soir, ils partagent un repas frugal dans leur nouveau foyer temporaire, savourant un moment de paix relative.

#### Dans l'ombre des remparts
Amicia et Mélie s'approchent d'une ville évacuée par l'Inquisition après l'épidémie. Mélie part secourir son frère Arthur tandis qu'Amicia explore seule les rues sombres infestées de rats. Elle doit utiliser un phare pivotant pour créer des zones sûres et éviter les nuées de rongeurs. Elle observe des magisters de l'Inquisition récolter l'Episanguis, une substance extraite des excréments de rats, et apprend l'arrivée du Grand Inquisiteur Vitalis Bénévent. Découvrant les massacres perpétrés par l'Inquisition contre les infectés, Amicia parvient finalement à atteindre l'Université pour trouver le Sanguinis Itinera, un livre ancien dont Lucas a besoin pour soigner Hugo.

#### Le chemin des roses
Dans l'Université abandonnée, Amicia suit « le chemin parsemé de roses » vers le Sanguinis Itinera caché dans les caves. L'Inquisition recherche également le livre et a capturé Rodric, un jeune forgeron, pour ouvrir une porte secrète qui y mène et qui a été construite par son père. Amicia découvre Vitalis Bénévent, maintenu en vie par des transfusions sanguines et des injections d'Episanguis malgré la Morsure qui le ronge. Elle aide Rodric à se libérer et ils récupèrent le précieux livre. Vitalis révèle que l'Ordre surveille la famille de Rune depuis longtemps, attendant que la Prima Macula d'Hugo se manifeste. Amicia et Rodric s'échappent tandis que l'Université s'embrase derrière eux.

#### En vie
Amicia et Rodric reviennent au Château d'Ombrage avec le Sanguinis Itinera. Lucas étudie le livre pendant que l'hiver s'installe. Rodric s'établit comme forgeron du château et découvre avec Amicia une fresque mystérieuse dans une cour cachée. Hugo souffre d'une fièvre violente, ses veines noircissent, signalant la progression rapide de la Prima Macula. Lucas admet avoir besoin d'un laboratoire plus complexe comme celui que possédait Béatrice. Arthur revient avec des nouvelles bouleversantes : Béatrice est vivante. Hugo, ayant entendu cette révélation en secret, subit une crise majeure qui le met au bord de la mort. Il devient urgent de retourner au domaine familial pour combiner leurs recherches avec celles de Béatrice.

#### Tout ce qu'il reste
Par une nuit de décembre enneigée, Amicia et Lucas retournent au domaine en ruines des de Rune. Ils trouvent le corps intact de Robert et découvrent que les rats ont développé de nouvelles tactiques, formant des vortex circulaires capables de contourner la lumière. Amicia peut détruire ces tourbillons avec l'Ignifer. Ils localisent le laboratoire souterrain de Béatrice sous les jardins, protégé par d'ancien thermes romains. En déchiffrant une fresque sur la peste de Justinien et en activant quatre symboles (Purification, Amalgame, Putréfaction, et une tête de lion), ils accèdent au laboratoire secret. Lucas termine l'élixir inachevé de Béatrice en suivant le Sanguinis Itinera. Miraculeusement, les rats s'apaisent et s'écartent d'eux. De retour au château, Hugo boit l'élixir sous les regards pleins d'espoir de ses compagnons.

#### Pénitence
Au réveil d'Amicia, on lui apprend qu'Hugo a disparu depuis trois jours, emportant son pendentif familial. En cherchant son frère, Amicia tombe dans un ravin et perd connaissance. Elle fait des cauchemars où Clervie, Laurentius et Béatrice lui reprochent d'avoir menti à Hugo sur le sort de leur mère. Hugo lui-même l'accuse de jalousie pour avoir caché que Béatrice était vivante. Réveillée dans la réalité, Amicia trouve Hugo capturé par l'Inquisition. Elle le libère, mais il entend sa mère l'appeler au loin et s'enfuit à nouveau. Dans un nouveau délire, Amicia se voit poursuivre Hugo dans les tunnels du domaine familial jusqu'à ce que le Seigneur Nicholas l'emmène vers Béatrice, la laissant hurler de désespoir.

#### Les liens du sang
Au Bastion, quartier général de l'Inquisition, Hugo se soumet à des prélèvements sanguins en échange de la promesse de voir sa mère. Il explore secrètement les lieux et découvre que Vitalis s'injecte l'Episanguis et subit des transfusions pour devenir un hôte viable de la Macula, un processus qui le rend fou. Hugo retrouve Béatrice emprisonnée dans les geôles. Sa mère lui apprend à contrôler les rats en synchronisant sa volonté avec la Macula. Ensemble, ils tentent de s'échapper mais tombent dans un piège de Vitalis. Hugo invoque les rats pour se défendre, atteignant presque le « Premier Seuil » de la Macula. Béatrice est emmenée de force tandis que Vitalis révèle ses ambitions de domination mondiale en utilisant Hugo et la peste comme arme.

#### Réminiscence
Amicia se réveille au Château d'Ombrage après trois jours d'absence. Hugo reste introuvable et elle sombre dans le désespoir. Un mois passe et nous sommes en janvier 1349. L'équipe installe des défenses contre les rats nocturnes, mais quand l'assaut de l'Inquisition commence, leurs pièges échouent. Le Seigneur Nicholas arrive tenant la main d'Hugo, désormais sous contrôle de l'Inquisition. Le garçon dirige les rats contre le château sur ordre de Nicholas, qui menace d'exécuter Béatrice si Hugo n'obéit pas. Seul face à l'Inquisiteur, Hugo retourne finalement les rats contre Nicholas, le précipitant dans le fossé où il meurt dévoré. Arthur périt aussi dans l'assaut, poussant Mélie dans la colère. Les survivants décident d'attaquer le quartier général de l'Inquisition pour libérer Béatrice et vaincre Vitalis définitivement.

#### Le sacre
Sous un ciel jaunâtre malsain, Amicia, Hugo, Lucas, Mélie et Rodric atteignent la ville dévastée par les rats. Des bâtiments effondrés, des crevasses et une brume jaune témoignent des ravages. Mélie, aveuglée par la vengeance, mène l'assaut vers la cathédrale, dernier bastion de l'Inquisition. Utilisant les pouvoirs grandissants d'Hugo et les terriers de rats, ils éliminent les gardes et Rodric force l'entrée de la cathédrale. Dans la confrontation finale, Vitalis convoque des rats blancs insensibles à la lumière. Le combat se déroule en deux phases : repousser les vortex de rats puis exploiter la vulnérabilité temporaire de l'Inquisiteur pour qu'Hugo l'affaiblisse tandis qu'Amicia le frappe mortellement à la fronde. Vitalis meurt enfin, mettant fin au cauchemar.

#### L'un pour l'autre
Trois jours après la chute de l'Inquisition, le soleil brille et aucun rat n'a été aperçu. Une atmosphère de paix s'installe tandis que les gens reprennent une vie normale. Amicia et Hugo rapportent des herbes médicinales pour soigner Béatrice, encore affaiblie par la torture. Ils prévoient de quitter définitivement l'Aquitaine. À une fête populaire, Hugo est reconnu et ils sont avertis que des « personnes importantes » les recherchent encore. Malgré cela, l'ambiance reste joyeuse. Lucas vérifie que Béatrice a tout ce qu'il faut pour guérir. Sur le chariot qui les emmène vers un nouveau départ, Amicia met des lunettes farfelues à Hugo pour le faire rire. Le groupe s'éloigne dans les rires et l'espoir d'une nouvelle vie, loin des horreurs qu'ils ont traversées.

## Système de jeu

### Généralités
Le jeu se joue à la troisième personne et est une succession de scènes et parfois d'énigmes qui, une fois résolues, permettent à Amicia et Hugo d'échapper à leurs poursuivants, par exemple, se servir des rats avec le feu afin de les détourner pour qu'ils attaquent les gardes de l'Inquisition.
L'infiltration est une des principales composantes du jeu. Le joueur peut se cacher dans des hautes herbes ou faire du bruit pour attirer un, voire plusieurs gardes. Pour se défendre, Amicia ne dispose que d'une fronde lui permettant de lancer des pierres. En plus des pierres, Amicia peut préparer plusieurs autres projectiles qui ont des effets différents. Ces projectiles permettent d'obliger un garde à retirer son casque, d'allumer ou d'éteindre un feu, attirer les rats, ou encore faire exploser ces derniers. Une autre préparation permet également d'endormir les gardes. Le joueur peut donner des ordres à son ou ses compagnons : suivre, rester, éliminer discrètement, crocheter une serrure.
Le jeu propose un système d'atelier afin d'améliorer l'équipement d'Amicia. Selon les améliorations disponibles après avoir récupéré des composants comme du cuir ou de la corde, la fronde fera plus de dégâts ou permettra de tirer plus rapidement. Les sacs pour les munitions et le matériel peuvent également être agrandis.
Pour rendre le jeu plus immersif, l'ATH peut être désactivé.
La durée de vie proposée par le jeu oscille entre une dizaine d'heures en se focalisant uniquement sur l'histoire et seize heures pour compléter intégralement le jeu et tous ses colléctibles.

### Les rats
Rien n'arrête la progression des rats sauf l'eau et la lumière,. Le joueur doit user de stratagèmes pour détourner leur attention à l'aide des éléments naturels comme un cadavre humain ou animal ou par le moyen de diverses potions alchimiques. Ces méthodes permettent également de tendre un piège aux gardes afin de se faufiler plus discrètement dans une zone. Au cours de l'histoire, le joueur peut prendre le contrôle d'une nuée de rats et les envoyer où il le souhaite.

### Les Projectiles
Le jeu propose aux joueurs la possibilité d'utiliser différents projectiles pour permettre d'avancer dans les niveaux en battant des ennemis ou accéder à des zones, voire des éléments narratifs secondaires.

#### Les Projectiles de Base
Ce sont les projectiles que l'on découvre au tout début du jeu, qui permettent au joueur d'effectuer les premières interactions dans son environnement.
- Les pierres : Elles peuvent êtres jetées à la main, en général pour attirer des ennemis en les jetant vers des éléments en métal, ou bien êtres tirées avec la fronde. Elles doivent êtres récoltées dans les niveaux car ce sont des munitions épuisables.

- Les pots : Ils sont comme les pierres, à récoltés tout au long des niveaux car également épuisables, ils servent à attirer les ennemis vers eux du fait de leur bruit en se cassant. Ils ne peuvent êtres que lancés à la main mais sont utilisables partout.

#### Les Projectiles Alchimiques
Ce sont les projectiles que Amicia fabrique via des matériaux qu'elle récupère et en utilisant également des pierres. Ces derniers sont pour la plupart lançables à la mains ou peuvent êtres tirés à la fronde.
- Ignifer : Un mélange de soufre et d'alcool, il permet d'embraser des éléments comme des torches, des bottes de paille, des braseros et peuvent légèrement enflammer les ennemis pour les occuper.
- Somnum : Un ménage de salpêtre, d'alcool, de soufre et de tissu. Il ne se lance pas et doit être utilisé en étant à proximité en étant derrière un ennemi, il sert à neutraliser un ennemi sans faire de bruit en l'endormant.
- Devorantis : Un mélange de salpêtre et d'alcool. Il sert à faire retirer leur casque aux ennemis qui en possèdent un en les rongeant (ce qui s'apparente à un acide).
- Luminosa : Un mélange de salpêtre, d'alcool, de soufre et de cuir. Il ne se lance qu'à la main et permet de faire disparaitre les rats dans un petit périmètre autour de lui en explosant.
- Odoris : Un mélange de soufre et d'Episanguis. Au contact d'une surface, le projectile fait apparaître des sortes de racines jaunes lumineuses qui un certain nombre de rats aux alentours sur une courte durée, il est plus attractifs pour les rats que ne l'est pour Amicia.
- Extinguis : Un mélange de salpêtre et d'Episanguis. Il permet d'éteindre une flamme, un brasero, une lanterne, etc. À l'impact, il explose en un nuage poudreux blanc.

## Développement

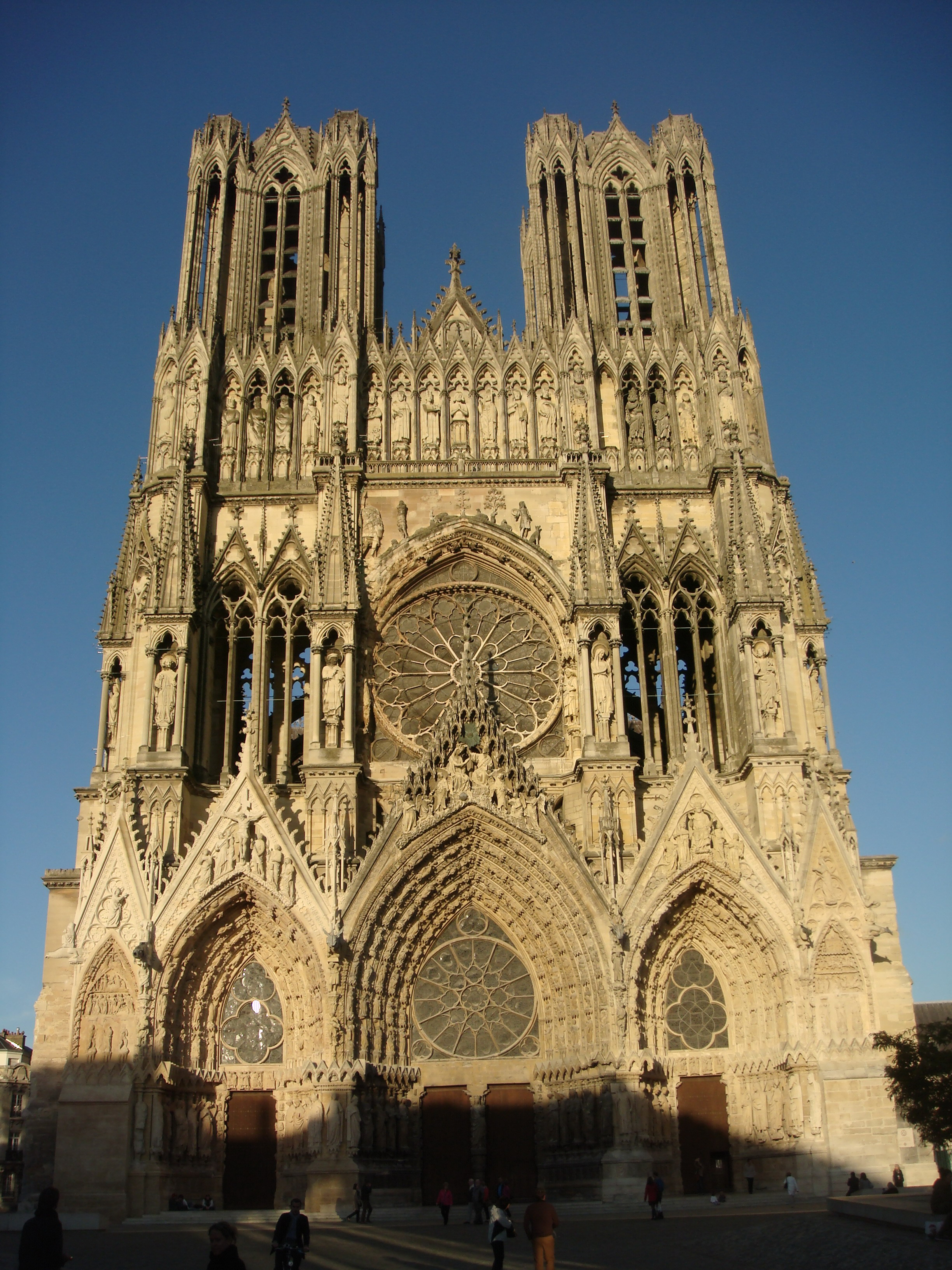
La façade de la cathédrale de Reims terminée en 1275 sert de cadre dans la ville anonyme pour le dernier chapitre.

A Plague Tale: Innocence est la première création originale du studio depuis le jeu de course Fuel sorti en 2009.
Focus a dévoilé le jeu en janvier 2017 sous le nom de code « The Plague ». Sur les 170 membres du studio, environ 45 ont travaillé sur le jeu.

### Décors et lumières
« On voulait rendre justice à cette architecture des rues sinueuses, des maisons pas droites, des choses rafistolées, et avec des matériaux très simples. »
— David Dedeine, Making of du jeu
Les environnements du jeu ont été inspirés de paysages en Gironde (aux alentours de Saint-Émilion), en Limousin et en Dordogne.
La ville principale où se tient une partie de l'action regroupe de nombreux points de l'architecture médiévale sans anachronisme par rapport à la date du jeu. L'entrée de la ville est très fidèle à la porte d'Aude de la cité de Carcassonne et la cathédrale, résidence de l'Inquisiteur est une transcription de la cathédrale de Reims. Le jeu est aussi fidèle à son année car il montre des événements de la guerre de Cent Ans entre  la France et l'Angleterre au moment des premiers affrontements en Guyenne entre les troupes de Philippe VI et celles de Édouard III qui se concluent par des victoires anglaises.
Plusieurs peintures ayant pour courant le romantisme ont servi d'inspirations. Cela a notamment permis l'usage de la lumière naturelle. Le studio cite les peintres Claude Gellée, Johannes Vermeer ou encore Pieter Brueghel l'Ancien. Le film Barry Lyndon de Stanley Kubrick est également cité pour sa gestion de la lumière naturelle. Pour le gore, Zdzisław Beksiński et Hans Ruedi Giger sont des références, notamment pour la représentation des nids de rats.

### Écriture
Le studio voulait faire une histoire universelle. Le succès de The Last of Us (2013) leur a permis de se lancer dans un projet plus mature, après avoir travaillé sur plusieurs adaptations des films du studio Pixar. Le Fléau de Dieu (2015) d'Andrea H. Japp.
L'un des enjeux était de montrer des enfants dans un monde terrifiant. Le studio cite les films The Shining (1980), Sixième Sens (1999), A.I. Intelligence artificielle (2001) ainsi que plusieurs films du Studio Ghibli dont Le Tombeau des lucioles (1988),. Pour la relation frère sœur, dont pour la gestion de l'IA, le jeu Ico (2001) a été un modèle,.

### Bande-son

#### Interprétation
Pour donner vie aux personnages lors des cinématiques, la technique de la capture de mouvement a été utilisée,. Mark Healy a dirigé les comédiens dans le studio Side,.
Dans la version anglaise les personnages français et anglais s'expriment en anglais. Au départ, Amicia devait avoir un accent français dans la suite nommée Requiem, comme l'a fait le jeu précédent (

#### Musique,
Olivier Derivière signe la musique de A Plague Tale: Innocence. On retrouve, parmi les musiciens, le violoncelliste de l'Ensemble Intercontemporain Éric-Maria Couturier qui avait déjà travaillé sur Vampyr. Le compositeur français a également fait appel à la gambiste Jeanne Dorche et aux deux membres du groupe Octantrion, à savoir le guitariste Gaëdic Chambrier qui joue les instruments médiévaux (citole, guiterne, maurache, lyre etc), la guitare double-manche et la musicienne  Éléonore Billy qui joue du nyckelharpa, que l'on pourrait assimiler à une vielle à archet suédoise.

### Promotion
À l'instar de Vampyr en 2018, l'éditeur réalise une websérie de trois épisodes qui retrace le développement du jeu avec les témoignages des développeurs.
Pour l'une de ses bandes annonces, le studio a fait appel au comédien Sean Bean qui a récité le poème The Little Boy Lost (en) (1789) de William Blake.

## Accueil

### Critiques
Le jeu est accueilli de manière très positive par la critique, avec une note moyenne de 81 % sur l'agrégateur de notes Metacritic, calculée sur plus de 60 avis de la presse spécialisée.
Le site français Jeuxvideo.com salue la durée de vie honorable du titre, sa réalisation habilement exécutée, sa version française impeccable, la grande variété des situations ainsi que l'équilibre entre gameplay et narration maîtrisé. Il regrette toutefois de petits bugs au niveau de l'intelligence artificielle, le manque de soin au niveau de certaines animations et de la caméra ainsi que les énigmes qui doivent souvent être résolues de la manière imposée par le script. En guide de conclusion à son test, le journaliste Carnbee affirme : « A Plague Tale : Innocence est intéressant à parcourir jusqu’au chapitre final. Son histoire captivante [...] est le symbole de sa réussite. Il ne manque que quelques gouttes d’excellence à la potion pour enflammer la terre entière ». Il met au jeu la note de 16/20.
Camille Allard, journaliste pour le site Gameblog, affirme : « A Plague Tale : Innocence est un bijou, une aventure narrative et immersive qui capte votre attention de longues heures durant sans relâcher votre esprit. [...] Artistiquement bluffant, le jeu est aussi d'une grande beauté musicale et auditive et il est clair que cette œuvre [...] a de quoi marquer au fer rouge l'année 2019 ». Lors de son test, il salue la direction artistique du titre, sa technique irréprochable, son atmosphère envoûtante et ses musiques incroyables. Il regrette toutefois certaines animations manquant un peu de constance et de liant ; il met au jeu la note de 9/10.

### Ventes
Le 1er juillet 2019, l'éditeur Focus Home Interactive dévoilait que le jeu avait dépassé le cap symbolique du million d'exemplaires vendus dans le monde laissant ainsi la porte ouverte à une suite. Celle-ci, A Plague Tale: Requiem, est annoncé le 13 juin 2021 lors de la conférence Xbox de l'E3 avec une bande-annonce d'une minute trente,,. La sortie est prévue pour le 18 octobre 2022.

### Adaptation télévisuelle
Le réalisateur français Mathieu Turi a déclaré en interview en novembre 2023, à l'occasion de la sortie de son film Gueules noires, être toujours en train de travailler sur une adaptation live-action du jeu sous la forme d'une série TV.

### Distinctions

#### Nominations
- The Game Award 2019 : Meilleure narration
- BAFTA Games Award : Meilleur réussite technique
- Pégase 2020 : Excellence narrative

#### Récompenses
A Plague Tale: Innoncence est nommé 7 fois et reparti avec 6 récompenses, dont celle du meilleur jeu, lors de la première cérémonie des Pégase.
- Pégase 2020 : Meilleur jeu, Excellence visuelle, Meilleur univers sonore, Meilleur game design, Meilleur univers de jeu et Meilleur personnage[30].